# Nerocila trichiura
Nerocila trichiura is een pissebeddensoort uit de familie van de Cymothoidae. De wetenschappelijke naam van de soort is voor het eerst geldig gepubliceerd in 1877 door Edward John Miers.